# Phyllachora amplexicaulis
Phyllachora amplexicaulis är en svampart som beskrevs av C.A. Pearce, Reddell & K.D. Hyde 2001. Phyllachora amplexicaulis ingår i släktet Phyllachora och familjen Phyllachoraceae.   Inga underarter finns listade i Catalogue of Life.